# قرقف طويل الذيل

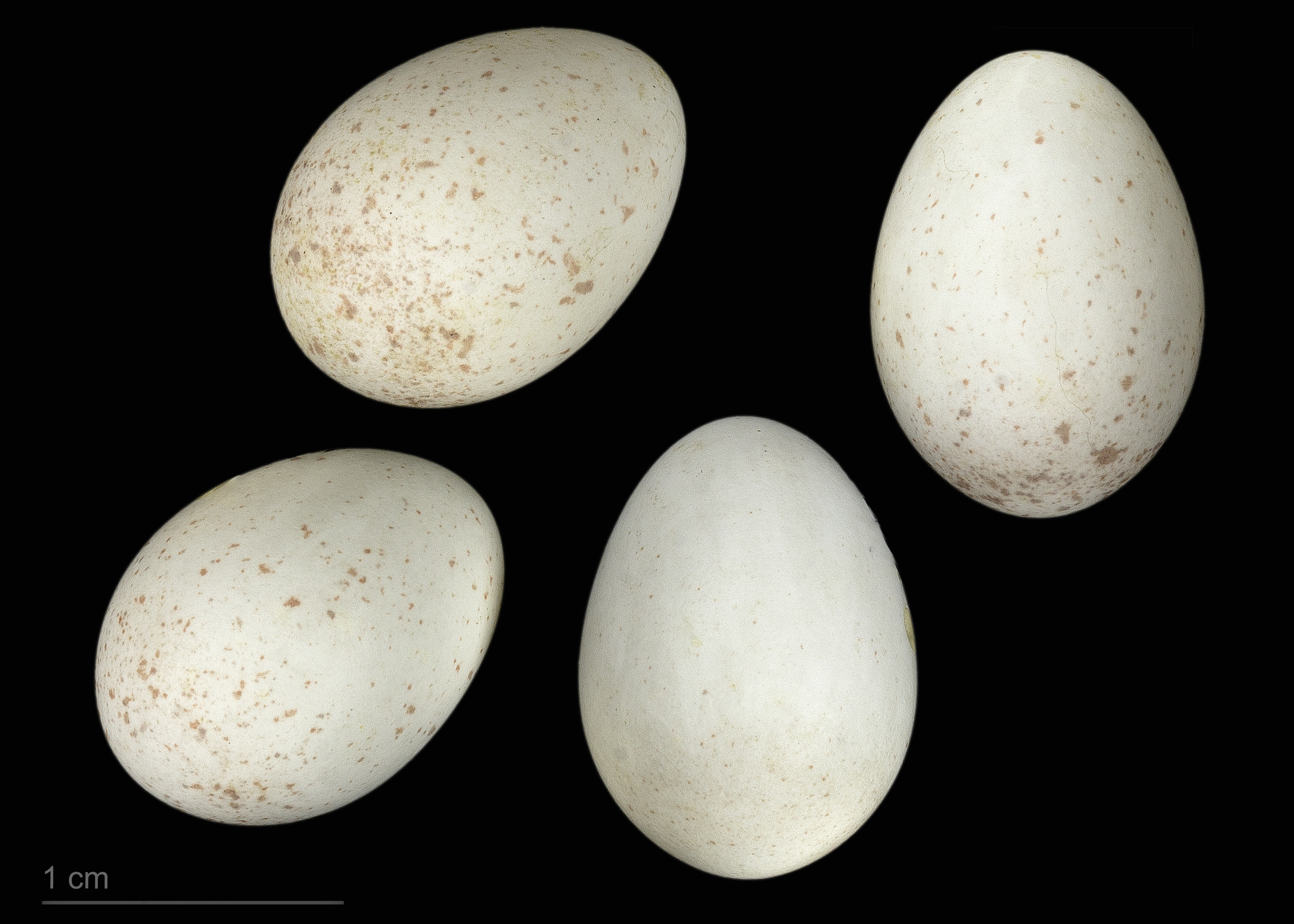
Aegithalos caudatus

قرقف طويل الذيل (الاسم العلمي:   Aegithalos  caudatus) (بالإنجليزية: Long-tailed  Tit)‏ هو طائر ينتمي إلى (فصيلة: Aegithalidae).